# Szczęsnowicze
Szczęsnowicze [ʂt͡ʂɛ̃snɔˈvit͡ʂɛ] est un village polonais de la gmina de Szudziałowo dans le powiat de Sokółka et dans la voïvodie de Podlachie. Il se situe à environ 6 kilomètres au nord de Szudziałowo, à 15 kilomètres au sud-est de Sokółka et à 44 kilomètres au nord-est de Białystok. 